# Álbum B (Goya)

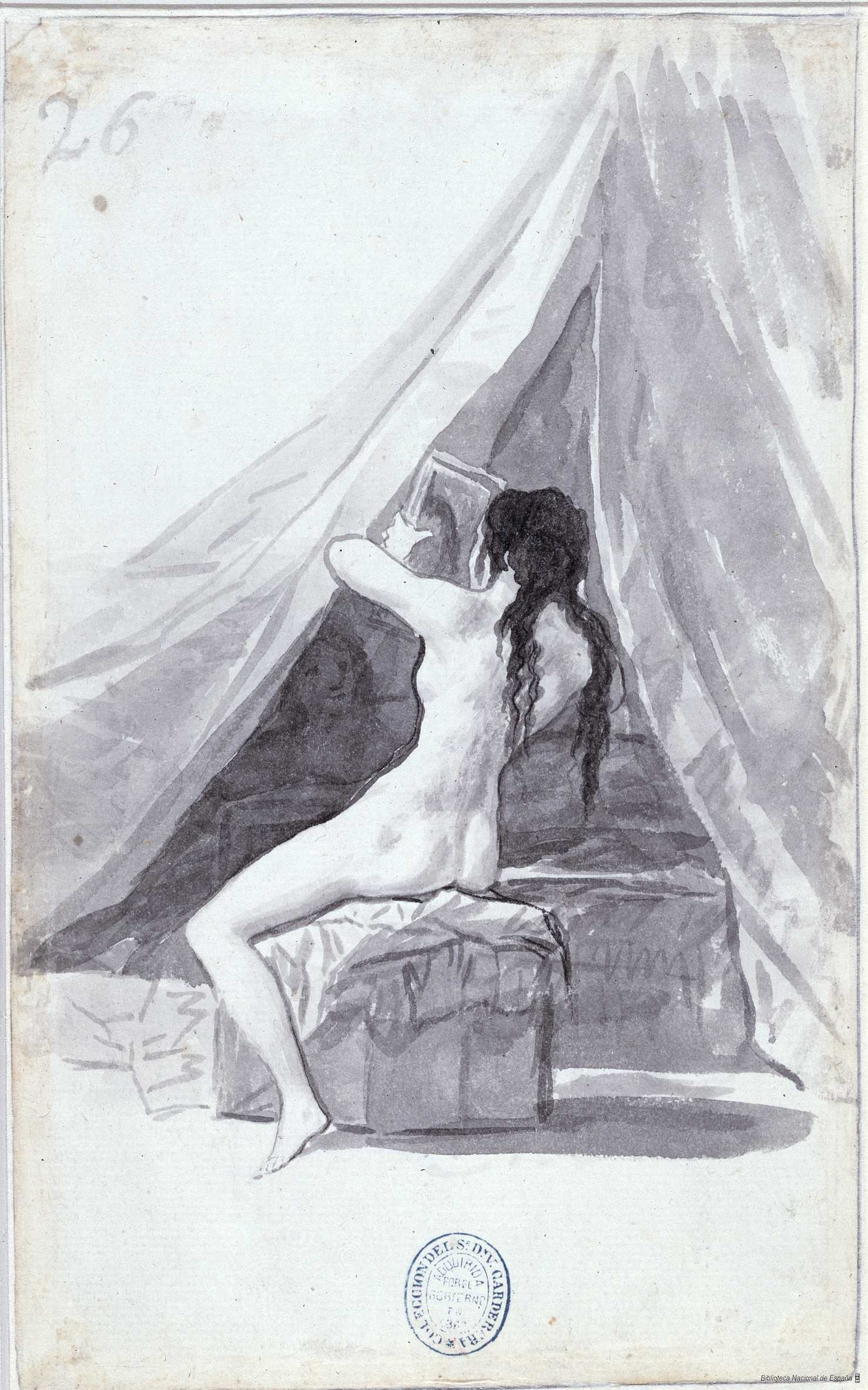
Mujer desnuda mirándose al espejo, del Álbum B.

El Álbum B o Álbum de Sanlúcar-Madrid es una colección de dibujos realizados por el pintor Francisco de Goya comenzado en Sanlúcar de Barrameda y Doñana, en el verano de 1796, mientras estaba allí invitado por la XIII duquesa de Alba (duquesa viuda de Medina Sidonia) y terminado en 1797 de regreso en Madrid. 
Se trata de la continuación del Álbum A, cuya técnica y temática sigue el Álbum B hasta el dibujo n.º 27, en que las escenas se vuelven más complejas y dramáticas (procesiones, asnos, daifas y bandidos), apuntando en la misma dirección que los posteriores Caprichos. Las hojas del álbum están numeradas y en ellas aparecen, por primera vez en los dibujos de Goya, leyendas referidas a las escenas representadas. 	